# Adolfo Lanús
Adolfo Lanús (Chilecito, 4 de julio de 1892-Buenos Aires, 9 de septiembre de 1982) fue un político y periodista argentino, que ejerció como Gobernador de La Rioja entre 1926 y 1929. También se desempeñó como diputado Nacional por aquella.

## Biografía
Era hijo de Anacarsis Lanús (hijo) y Elena Bustos. Se casó con Valentina Robles.
Fue elegido Gobernador de La Rioja por la Unión Cívica Radical Antipersonalista en 1926, junto con Carlos M. Quiroga como vicegobernador, ejerció cómo diputado entre 1938 y 1942. Escribió en el diario La Prensa. Presidió el Círculo de Prensa entre 1931 y 1932 y, nuevamente, entre 1942 y 1944.
El presidente José María Guido lo nombró Ministro de Defensa Nacional, por su cercanía con Pedro Eugenio Aramburu, de quien fue secretario de prensa
Durante la dictadura de Aramburu  produce una profusa propaganda afín al régimen militar. Las principales editoriales entre ellas Alea fueron primero intervenidas, se formó una Junta de Clasificación de libros y publicaciones dependiente de la Secretaria de propaganda, que evaluaba los libros, revistas y publicaciones que podían circular y cuáles estaban prohibidas. 
Durante el régimen dictatorial de Aramburu se lleva a cabo la intervención de todos las radios periódicos, diarios, semanarios y medios de comunicación del país y la clausura de cientos de ellos. Su gobierno se caracterizó por la prohibición de diarios y revistas que no eran afines a los proyectos del gobierno o publicaban noticias que afectarán su imagen, la censura abarcó medios extranjeros, decretandose la expulsión del país de corresponsales extranjeros y la prohibición de entrada de corresponsales al país, desde enero de 1956 todo trabajador de prensa quedó bajo jurisdicción militar
Se mantuvo en el cargo entre agosto y octubre de 1962.
Fue embajador de Argentina en Uruguay, durante la década de 1960.

## Libros publicados
- Campo minado (1942)
- Al servicio de la República (1954)